# ماریا ایلیچ
ماریا ایلیچ (انگلیسی: Marija Ilić؛ زادهٔ ۳ ژوئن ۱۹۹۳) بازیکن فوتبال اهل صربستان است.
وی همچنین در تیم‌های ملی فوتبال Serbia women's national under-19 football team و Serbia women's national football team بازی کرده‌است.